# Re.2000戰鬥機
卡普羅尼-雷賈納 Re.2000 隼I型（Caproni-Reggiane Re.2000 Falco I）是意大利廠商雷賈納公司研製的低單翼、全金屬製攔截機／戰鬥機，在第二次世界大戰期間包含義大利皇家空軍在內有數個國家使用。
Re.2000由義大利工程師羅伯特·朗吉（Roberto Longhi）與安東尼·雷西歐（Antonio Alessio）領導的團隊設計，羅伯特·朗吉曾在美國賽維斯基飛機公司任職2年，他所設計的飛機與P-35戰鬥機也多有雷同，最明顯的特徵是飛機運用的可收起落架為美國寇蒂斯-懷特公司的設計，因此可將這架戰機視為P-35的改良衍生版本；1939年5月24日Re.2000首飛，在義大利軍方測評時，Re.2000的飛行表現足以與1939年最先進的MC.200戰鬥機與Bf-109E達到同等水準；在量產服役後，她的優異飛行表現也受到飛官肯定。然而，此機的缺點是在機身的油箱沒有自封設備而且經常漏油，燃料控制閥也經常故障，其發動機也不可靠而且出力不足，高空飛行時容易故障，在低速時操縱性也不佳，在降落時甚至要把發動機關閉去增加穩定性；最終義大利皇家空軍沒有大量配備，Re.2000的主要用戶以外銷為主，經由授權生產的數量超越本國規模，外銷到瑞典和匈牙利的版本分別被稱為J 20和Héja。
因為飛機的氣動外型相對成功，Re.2000成為雷賈納在二戰期間研發的戰鬥機技術原型，包括Re.2001、Re.2002、Re.2003、Re.2004、Re.2005、Re.2006、Re.2007都是從Re.2000這個基礎設計衍生變化。

## 基本資料
- 乘員:1人
- 機長:7.99米
- 翼展:11米
- 翼面積:20.4平方米
- 機高:3.2米
- 空重:2,090公斤
- 載重:2,839公斤
- 最快速度:530公里/小時
- 航程:1,400公里
- 昇限:10,500 米
- 發動機:比亞齊PXI-R.C40風冷式發動機(986匹馬力)
- 武裝:2挺12.7毫米口徑SAFAT機槍

## 實戰
此機大多數的實戰皆由匈牙利空軍在蘇聯戰場上取得，1941年8月27日，匈牙利空軍的Re.2000和蘇軍的I-16戰鬥機激戰，三架Re.2000各自擊落了一架I-16，空戰結果是3比0，到該年年底撤回匈牙利時已擊落6架蘇軍戰機，自己則損失3架(1架被蘇軍擊落而2架被德軍誤為蘇軍戰機而被擊落)
回到匈牙利後針對實戰對Re.2000作出改良，包括改用國產WMK-14B發動機，此發動機技術源自法國，不單比意大利發動機可靠而且重量較輕和直徑較少，發動機罩也因此重新設計，螺旋槳也改用英國貨，油箱改為20個各20至25升的燃料箱取代原先漏油的燃料箱，機槍改為同為12.7毫米口徑但射速為SAFAT機槍三倍的GKM機槍，改良後的Re.2000的可靠性大為改進
1942年6月匈牙利空軍的Re.2000重返蘇聯戰場，主要用於為轟炸機護航和對地攻擊，在4個月當中擊落了24架蘇軍戰機而自己祇損失1架，但隨著蘇軍戰機和飛行員不停改進，Re.2000要取得戰果越來越困難，到了該年冬天，Re.2000的WMK-14B發動機故障頻頻，1943年1月，匈牙利空軍的機場被蘇軍包圍，匈牙利人唯有親自毀了自己的Re.2000然後逃跑回國
之後Re.2000作為防空戰鬥機保護匈牙利領空，1944年4月13日，美軍轟炸機空襲匈牙利首都布達佩斯，Re.2000和美軍戰機打空戰而被擊落1架，之後在澤佩爾島上空，1架美製B-24轟炸機被Re.2000擊落，而自己也有1架被擊落3架被擊傷。之後匈牙利空軍的Re.2000漸被德國Bf 109G戰鬥機戰鬥機取代，Re.2000則退居第二線作為教練機使用

## 使用國家

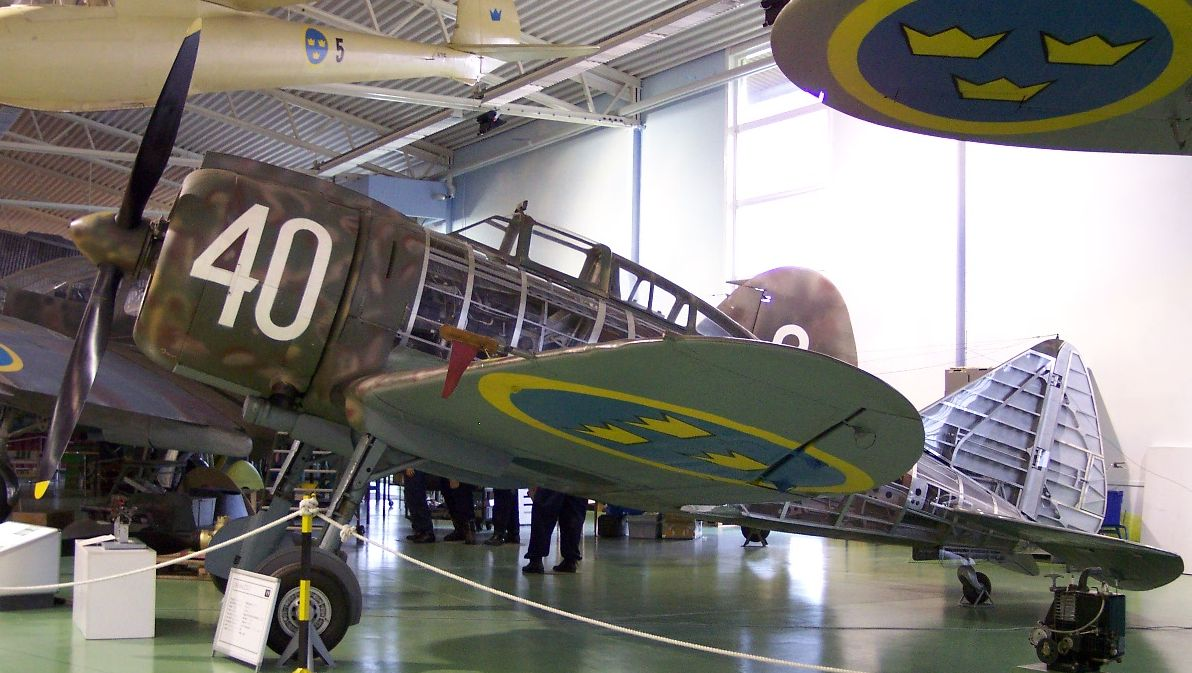
二戰後展出的瑞典空軍Re.2000戰鬥機

- 義大利
- 納粹德國
- 瑞典

瑞典空軍在1930年代末期曾計畫進口賽維斯基EP-106與P-66戰鬥機，但是遭到美國禁運，這批訂單最終告吹。瑞典政府這時對Re.2000出現興趣，1940年11月18日，瑞典決定購入60架Re.2000，該筆訂單以現金與礦物（鎳、鉻）付帳。1941年中，Re.2000運抵瑞典組裝，1941年9月18日開始測試，瑞典稱它為J20。這批戰機編入第10戰鬥機聯隊，瑞典飛行員對飛機的速度及飛行表現感到滿意，但是地勤人員視她為大挑戰。因為義大利人沒預想過瑞典的環境，也缺乏在寒帶的操作支援，因此在飛機妥善狀況上很多問題得靠瑞典地勤自行解決。
瑞典空軍在二戰期間損失了16架J20，還有18架J20因故毀損，唯一的戰損是1945年4月3日在攔截Do 24水上偵察機之際，遭到德軍飛機的20機砲給擊墜，這批飛機在1945至1946年間退役。
- 匈牙利

## 流行文化

### 電子遊戲
- 戰爭雷霆
- 應徵入伍

## 外部連結
- 匈牙利之鹰--Re-2000 战斗机在匈牙利（页面存档备份，存于）